# Свети Архангел Михаил (Велики Преслав)
Вижте пояснителната страница за други значения на Свети Архангел Михаил.
„Свети Архангел Михаил“ е православна църква в град Велики Преслав, община Велики Преслав, област Шумен. Тя е част от Шуменска духовна околия, Варненска и Великопреславска епархия на Българската православна църква. Построена е през 1930 г.
Тя е църквата с най-много изображения на български светци, около 65.

## История
Основите на църквата са положени през 1908 г. През време на Балканската война (1912 – 1913 г.) строежът е спрян. След това започва мудното и изграждане, но през следващата война отново не се строи поради липса на средства. Жителите на Преслав събират пари чрез коледуване, подписка, различни видове дарения. Включват се и околните села. Безплатно се извозва строителен материал, като с доброволен труд много хора участват в строежа. През 1930 г. храмът е завършен, а през 1931 г. е осветен от митрополит Йосиф. Богослужението в храма започва, а зографията е завършена през 1951 г. Много от иконите са от историята на Велики Преслав, от покръстването на българския народ от цар Борис І и др. Настоятели на църквата, които са полагали грижи за нея през този период са Алекси Янев, Еню Колев, Вълчо Начев, Начо Пейчев, Коста Стоянов, Сева Енева и Атанаска Василева. През 1952 г. е направен нов иконостас от дърворезба от колектив с ръководител проф. Кушлев. Средствата за него са от вярващите преславци.